# Arve Staxrud
Arve Staxrud, född 6 september 1881, död 4 april 1933, var en norsk militär och polarfarare.
Arve Staxrud deltog 1906 och 1910 som kartograf i de av Gunnar Isachsen ledda norska forskningsfärderna i nordvästra Spetsbergen och ledde somrarna 1911-14 tillsammans med geologen Adolf Hoel en serie av norska staten utrustade expeditioner till samma område, varvid betydande sträckor blev i detalj kartlagda. Våren 1913 ledde Staxrud en undsättningsexpedition för räddning av den förolyckade expeditionen under ledning av Herbert Schröder-Stranz, vars å fartyget kvarlevande medlemmar han lyckades föra till Isfjorden.
Under åren 1916-24 var han verksam som lärare vid Vestuppland Folkehøgskule och 1924-30 vid Brandbu middelskole och samtidigt gymnastiklärare vid förstnämnd folkhögskola. I konflikten med Danmark angående den norska ockupationen av Östgrönland avvek Staxrud från den officiella norska ståndpunkten.